# Ariel Persia
Fernando Ariel Persia (San Juan de la Frontera, Provincia de San Juan; 2 de diciembre de 1978), conocido popularmente como Ariel Persia, es un piloto argentino de automovilismo. Iniciado en el ámbito del Karting, tuvo una importante trayectoria en el automovilismo, principalmente en el ámbito zonal.
A nivel nacional, incursionó en categorías como la Clase 2 del Turismo Nacional y las divisionales NOA y Junior de la Top Race. En esta última divisional supo consagrarse campeón en el año 2019, siendo ese su primer título a nivel nacional.
Entre sus relaciones personales, Ariel es hijo de Fernando Persia Cricco, un reconocido piloto zonal que supiera consagrarse en reiteradas oportunidades en el automovilismo zonal, mientras que su hermano menor Fabricio Persia también profesa el deporte motor, habiendo conseguido subcampeonatos en las divisionales NOA y Series de la Top Race.

## Biografía
Sus inicios deportivos tuvieron lugar en el año 1994, cuando con apenas 15 años debutó en la Clase 1 del Zonal Cuyano, siendo apoyado por su padre Fernando, múltiple campeón de la especialidad. Su actuación le permitió al año siguiente dar el salto a la Clase 2, donde al comando de un Volkswagen Gol con atención del Gelardi Competición, comenzó a inscribir su nombre en esta categoría.
En 1997 decide elevar la apuesta e iniciar su carrera a nivel nacional, al debutar en la Monomarca Gol Argentina, categoría donde compitió hasta la primera mitad de 1998. En la segunda mitad de ese año, inició su participación en la Clase 2 del Turismo Nacional donde compitió hasta 1999, siempre contando con la atención de Gelardi. Tras está presentación, resolvió hacer un receso por dos años por motivos familiares, regresando en 2002.
Tras una serie de presentaciones irregulares, en 2007 pegó la vuelta a la arena zonal, volviendo a la Clase 2 del Zonal Cuyano donde conquistó el bicampeonato en las temporadas 2008 y 2009. Por esos años, también comenzó a prestar sus servicios para fomentar la carrera deportiva de su hermano menor Fabricio, quien rápidamente alcanzó proyección a nivel nacional debutando en la Top Race Junior en el año 2012.
Tras el bicampeonato del Zonal Cuyano, en 2010 volvió a ingresar a la Clase 2 del Turismo Nacional]], cerrando 5 competencias al comando de un Renault Clio. Tras esta participación, continuó ligado al Zonal Cuyano, teniendo esporádicas participaciones en la divisional Top Race Junior y haciendo 6 carreras en la Top Race NOA en el año 2014.
Finalmente, en 2019 asumió un nuevo desafío al retornar de manera consistente a la Top Race Junior, presentándose al comando de un prototipo Junior caracterizado con rasgos de diseño del modelo Toyota Corolla E170. A pesar de que su reestreno se dio en forma tardía, ingresando a partir de la tercera fecha, su desempeño fue superior, logrando 8 victorias en 11 presentaciones, las cuales fueron suficientes para proclamarse campeón de la especialidad con una fecha de anticipación. Al mismo tiempo, tuvo lugar su debut como piloto invitado en la división Top Race Series, donde compartió la conducción del coche de su hermano Fabricio, contribuyendo además a la lucha de su hermano por el campeonato, al obtener la victoria en la última fecha.

## Trayectoria
| Año  | Categoría                                | Marca                  |
| ---- | ---------------------------------------- | ---------------------- |
| 1994 | Debut en la Clase 1 del Zonal Cuyano     | Fiat 600               |
| 1995 | Debut en la Clase 2 del Zonal Cuyano     | Volkswagen Gol         |
| 1996 | Clase 2 del Zonal Cuyano                 | Volkswagen Gol         |
| 1997 | Debut en la Monomarca Gol Argentina      | Volkswagen Gol         |
| 1998 | Monomarca Gol Argentina                  | Volkswagen Gol         |
| 1998 | Debut en la Clase 2 del Turismo Nacional | Volkswagen Gol         |
| 1999 | Clase 2 del Turismo Nacional             | Volkswagen Gol         |
| 2002 | Clase 2 del Turismo Nacional             | Volkswagen Gol         |
| 2003 | Clase 2 del Turismo Nacional             | Volkswagen Gol         |
| 2004 | Clase 2 del Turismo Nacional, 1 carrera  | Volkswagen Gol         |
| 2005 | Clase 2 del Turismo Nacional             | Volkswagen Gol         |
| 2006 | Clase 2 del Turismo Nacional, 1 carrera  | Volkswagen Gol         |
| 2007 | Clase 2 del Zonal Cuyano                 | Volkswagen Gol         |
| 2008 | Clase 2 del Zonal Cuyano. Campeón        | Volkswagen Gol         |
| 2009 | Clase 2 del Zonal Cuyano. Campeón        | Volkswagen Gol         |
| 2010 | Clase 2 del Turismo Nacional, 5 carreras | Renault Clio           |
| 2010 | Clase 2 del Zonal Cuyano                 | Volkswagen Gol         |
| 2011 | Clase 2 del Zonal Cuyano                 | Volkswagen Gol         |
| 2012 | Clase 2 del Zonal Cuyano                 | Volkswagen Gol         |
| 2012 | Debut en la Top Race Junior, 1 carrera   | Ford Mondeo II         |
| 2013 | Clase 2 del Zonal Cuyano                 | Volkswagen Gol         |
| 2014 | Debut en la Top Race NOA, 6 carreras     | Ford Mondeo II         |
| 2015 | Clase 2 del Zonal Cuyano                 | Volkswagen Gol         |
| 2016 | Clase 2 del Zonal Cuyano                 | Volkswagen Gol         |
| 2016 | Top Race Junior, 1 carrera               | Audi S6 Junior         |
| 2017 | Clase 2 del Zonal Cuyano                 | Volkswagen Gol         |
| 2017 | TC Cuyano                                | Ford Falcon            |
| 2018 | Clase 2 del Zonal Cuyano                 | Volkswagen Gol         |
| 2018 | Invitado al TC 2000                      | Ford Focus III         |
| 2019 | Top Race Junior. Campeón                 | Toyota Corolla Junior  |
| 2019 | Invitado al Top Race Series              | Chevrolet Cruze Series |

### Trayectoria en Top Race
| Temporada | Categoría       | Equipo           | Automóvil             | Posición            |
| --------- | --------------- | ---------------- | --------------------- | ------------------- |
| 2012      | Top Race Junior | SDE Competición  | Ford Mondeo Junior    | 24.º (11.00 puntos) |
| 2014      | Top Race NOA    | SDE Competición  | Ford Mondeo NOA       | 6.º (90.00 puntos)  |
| 2016      | Top Race Junior | SDE Competición  | Audi S6 Junior        | 27.º (3.00 puntos)  |
| 2019      | Top Race Junior | Yoyo Competición | Toyota Corolla Junior | 1.º (138.00 puntos) |

### TC 2000
| Año  | Equipo         | Auto           | 1    | 2    | 3   | 4   | 5   | 6   | 7  | 8  | 9  | 10 | 11 | 12   | 13   | 14    | 15  | 16  | 17    | 18    | 19  | 20  | 21  | 22  | Res. | Puntos |
| ---- | -------------- | -------------- | ---- | ---- | --- | --- | --- | --- | -- | -- | -- | -- | -- | ---- | ---- | ----- | --- | --- | ----- | ----- | --- | --- | --- | --- | ---- | ------ |
| 2018 |                |                | AG I | AG I | CDU | CDU | CON | CON | RC | RC | BA | LP | LP | SL I | SL I | AG II | SMM | SMM | SL II | SL II | ROS | ROS | PAR | PAR | -    | -      |
| 2018 | Escudería Fela | Ford Focus III |      |      |     |     |     |     |    |    | 11 |    |    |      |      |       |     |     |       |       |     |     |     |     | -    | -      |

## Palmarés
| Título  | Categoría       | Automóvil           | Año  |
| ------- | --------------- | ------------------- | ---- |
| Campeón | Zonal Cuyano    | Volkswagen Gol      | 2008 |
| Campeón | Zonal Cuyano    | Volkswagen Gol      | 2009 |
| Campeón | Top Race Junior | Toyota Corolla E170 | 2019 |

### Citas
1. ↑  Persia, una familia con historia en el automovilismo
2. ↑  La Clase 2 está definida. El campeón, Ariel Persia, estrenara el título de bicampeón. El Sol - 05-11-2009
3. ↑  Ariel Persia se consagró campeón del Top Race Junior. Si San Juan - 19-11-2019
4. ↑  Ariel Persia ganó la de invitados en 9 de Julio. Mundo D La Voz - 08-12-2019
5. ↑  La dinastía Persia (Entrevista biográfica)